# Tsaagan
Tsaagan (que significa "blanc") és un gènere de dinosaures dromaeosauridae teròpodes de la Formació Djadokhta  del Cretaci tardà a Mongòlia.
El fòssil de Tsagaan es va descobrir l'any 1996 i de primer es va identificar com un espècimen de Velociraptor. Després d'un CAT-scan el maig de 1998 es va arribar a la conclusió que representava un nou gènere. El desembre de 2006 la seva espècie tipus va rebre nom i va ser descrita per Mark Norell, James Clark, Alan Turner, Peter Makovicky, Rinchen Barsbold i Timothy Rowe. El nom específic, Tsaagan mangas, també qualifica l'epítet específic, i deriva de les paraules en idioma mongol per a "monstre blanc" (цагаан мангас),

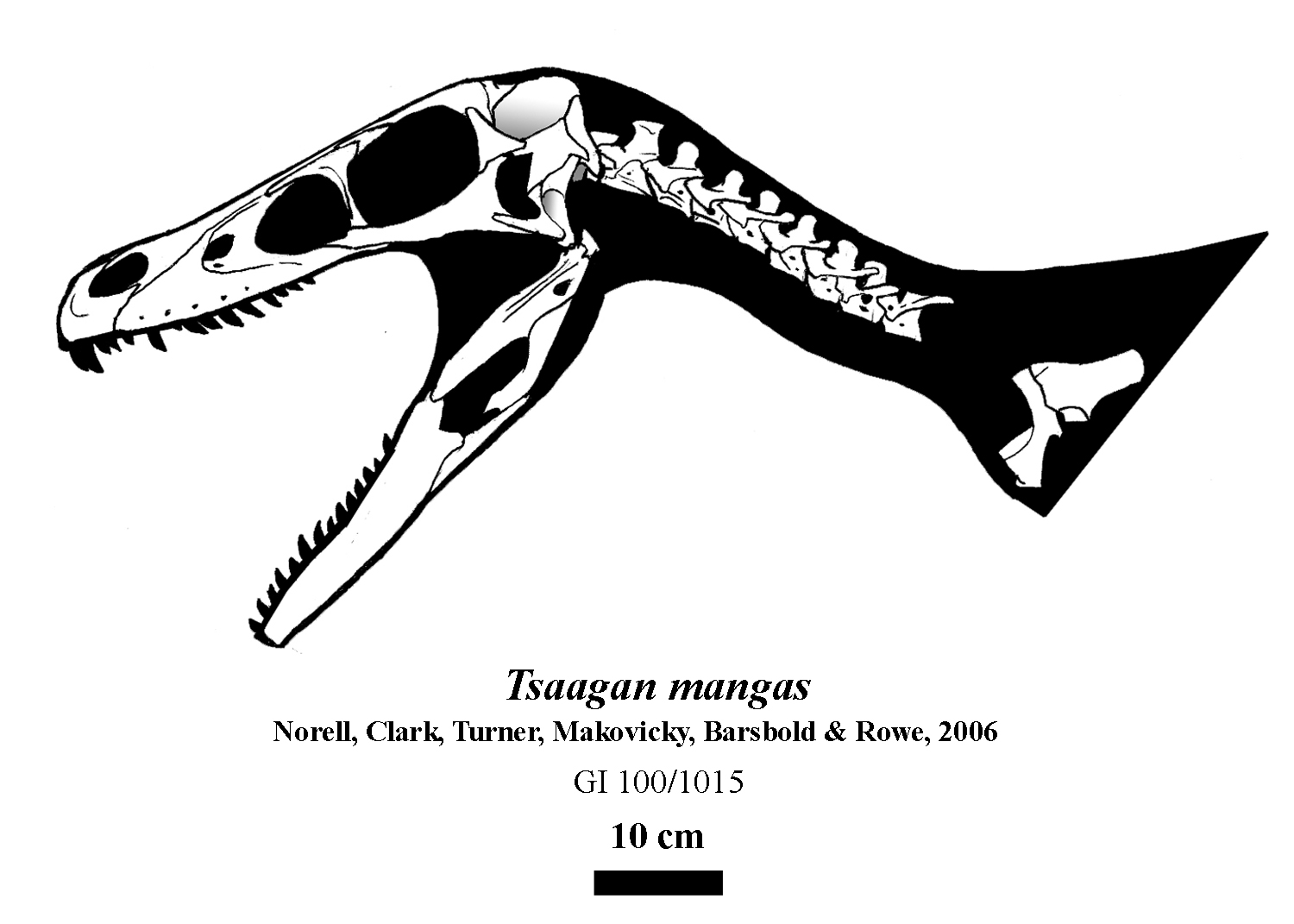
Restauració de l'holotip

L'espècimen holotip, IGM 100/1015, va ser trobat prop de Xanadu a la Província d'Ömnögovi en capes de la Formació Djadokhta Formation que dataven del període Campanià, de fa uns 75 milions d'anys. Consta d'un crani ben conservat i sèries de vèrtebres del coll com també una espatlla esquerra danyada. És l'únic espècimen que s'ha trobat de Tsaagan i pertany a un individu adult.
Tsaagan era dromaeosàurid de mida mitjana. El 2010 Gregory S. Paul va estimar la seva llargada en 2 metres i el seu pes en 15 kg. El crani sembla el del Velociraptor però en difereix en molts detalls. És més robust i suau a la part de dalt.
Tsaagan segons Norell et al. és un membre dels Velociraptorinae. El 2010 una anàlisi va mostrar que estava estretament emparentat amb el Linheraptor; subseqüentment Senter (2011) i Turner, Makovicky i Norell (2012) van argumentar que Linheraptor exquisitus és de fet un sinònim més modern de Tsaagan mangas.
Tsaagan representa l'única resta de dromaeosàurid (a més de dents aïllades) conegut de la regió Ukhaa Tolgod,un altre dromaeosàurid, Velociraptor, es coneix en la mateixa formació geològica. Els animals que podrien haver compartit hàbitat amb Tsaagan inclouen Protoceratops, Shuvuuia, el petit mamífer Zalambdalestes, el mamífer multituberculat Kryptobaatar, com també diversos llangardaixos i dues espècies sense haver estat descrites de troodòntids i dromaeosàurid.